# Cvalda Olda
Cvalda Olda je československý animovaný televizní seriál z roku 1981 vysílaný v rámci Večerníčku v roce 1983. Poprvé byl uveden v květnu roku 1983. Výtvarníkem byl Jiří Fixl.
Bylo natočeno 7 epizod.

## Seznam dílů
1. Cvalda Olda a Valentýn
2. Cvalda Olda na plovárně
3. Cvalda Olda závodí
4. Cvalda Olda při zimním sportování
5. Cvalda Olda na pochodu
6. Cvalda Olda na bicyklu
7. Cvalda Olda vzpěračem